# Eambaldo de Iorque
Eambaldo (? - 10 de agosto de 796) foi um Arcebispo de Iorque do século VIII.

## Vida
Eambaldo foi um colega estudante em Iorque com Alcuíno sob Etelberto, seu antecessor em Iorque. Alcuíno o chamou de "irmão e amigo mais fiel". Etelberto encarregou Alcuíno e Eambaldo de reconstruir a Catedral de Iorque, já que os deveres de arcebispo impediam Etelberto de cuidar dos detalhes.
Eambaldo foi eleito arcebispo de Iorque em 780. Alcuíno foi enviado pelo Rei Elfualdo I da Nortúmbria para recuperar o pálio de Eambaldo do papa Adriano I em Roma.
Em 786, Eambaldo presidiu um sínodo da igreja realizado na Nortúmbria com dois legados papais de Adriano I e o rei. Entre os cânones adotados estavam aqueles que impediam filhos ilegítimos de herdar reinos, que os padres não deveriam celebrar missas com as pernas descobertas, que os bispos não deveriam debater assuntos seculares nos concílios da igreja, que deveria haver uma diferença clara entre cônegos, monges e leigos no vestuário e no comportamento, e que os dízimos devem ser dados por todos os homens à Igreja. Ele também provavelmente presidiu os conselhos realizados em 782, 787 e 788. Pouco antes de sua morte, ele consagrou o novo rei, Eardulfo da Nortúmbria.
A época de Eambaldo como arcebispo foi uma época de instabilidade política no reino da Nortúmbria. O sínodo de 786 condenou o regicídio, provavelmente por causa do número de reis e parentes reais que foram mortos nas lutas políticas que ocorriam no reino da Nortúmbria. Seu arcebispado também testemunhou os primeiros ataques dos dinamarqueses na Nortúmbria.
Em 26 de maio de 796, Eambaldo consagrou Eardulfo da Nortúmbria como rei em Iorque. Eambaldo morreu no mosteiro de Etlete ou Edete em 10 de agosto de 796, a localização exata do mosteiro não foi determinada. Ele foi enterrado em Iorque Minster.